# توماز (بازیکن فوتبال)
انتونیو توماز سانتوس د بروس (پرتغالی: Antonio Thomaz Santos de Barros؛ زادهٔ ۲ مهٔ ۱۹۸۶) که با نام توماز شناخته می‌شود، بازیکن فوتبال اهل برزیل است.
از باشگاه‌هایی که در آن بازی کرده‌است می‌توان به سائو پائولو اشاره کرد.